# Фернандес, Антоний Сотер
Антоний Сотер Фернандес (англ. Anthony Soter Fernandez; 22 апреля 1932, Сунгай-Патани, Федерированные малайские государства — 28 октября 2020, Куала-Лумпур, Малайзия) — первый малайзийский кардинал. Епископ Пинанга с 29 сентября 1977 по 2 июля 1983. Архиепископ Куала-Лумпура с 2 июля 1983 по 24 мая 2003. Кардинал-священник с титулярной церковью Сант-Альберто-Маньо с 19 ноября 2016.

## Биография
Родился 22 апреля 1932 года в селении Сунгай-Патани, Малайзия. 10 декабря 1966 года был рукоположён в священники.
29 сентября 1977 года Римский папа Павел VI назначил его епископом Пинанга. 17 февраля 1978 года состоялось его рукоположение в епископы, которое совершил архиепископ Сингапура Григорий Йонг Суй Нгеань в сослужении с епископом Малакки-Джохора Джеймсом Чань Суй Чёном и епископом Мири Антонием Ли Кок Хинь.
2 июля 1983 года Римский папа Иоанн Павел II назначил его архиепископом Куала-Лумпура.
24 мая 2003 года подал в отставку.

## Кардинал
9 октября 2016 года, во время чтения молитвы Ангел Господень Папа Франциск объявил, что будут созданы новые кардиналы на консистории от 19 ноября 2016 года, среди которых был назван и Антоний Сотер Фернандес.